# Веселий Цвинтар
Веселий Цвинтар (рум. Cimitirul Vesel) — цвинтар, розташований біля церкви в румунському селі Сепинці на Мармарощині. 
Особливістю цвинтаря є унікальні кольорові дерев'яні нагробки, на яких вирізьблено сценки з життя похованих там мешканців села, часто в супроводі дотепних віршиків, що розповідають про померлих або причини їхньої смерті.
Цвинтар почав набувати теперішнього вигляду 1935 року, коли місцевий митець Йоан Петраш вперше виконав «веселу» епітафію. Зараз на цвинтарі бл. 800 надгробків і він є одним із найпопулярніших туристичних місць Румунії.

## Галерея

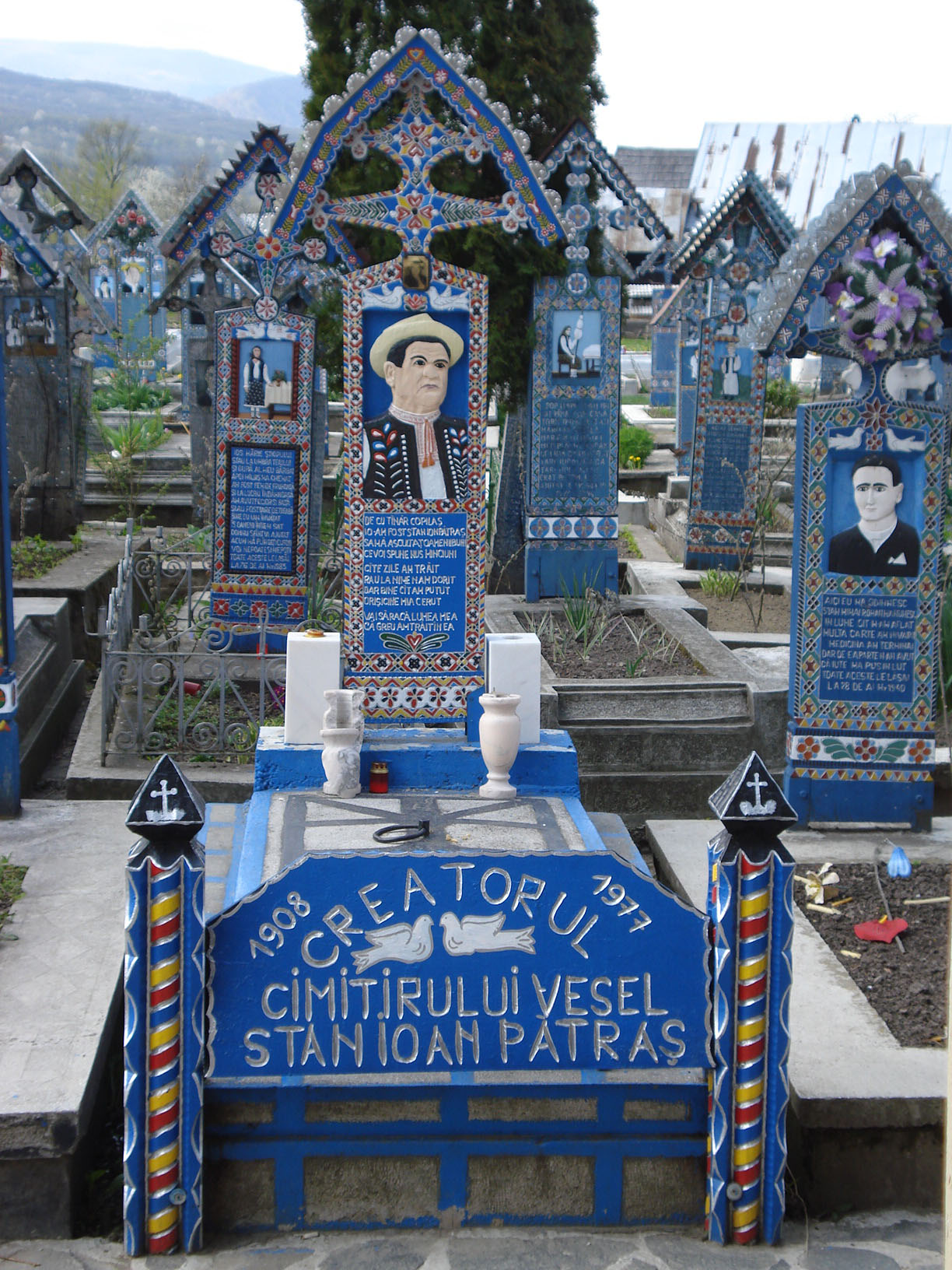
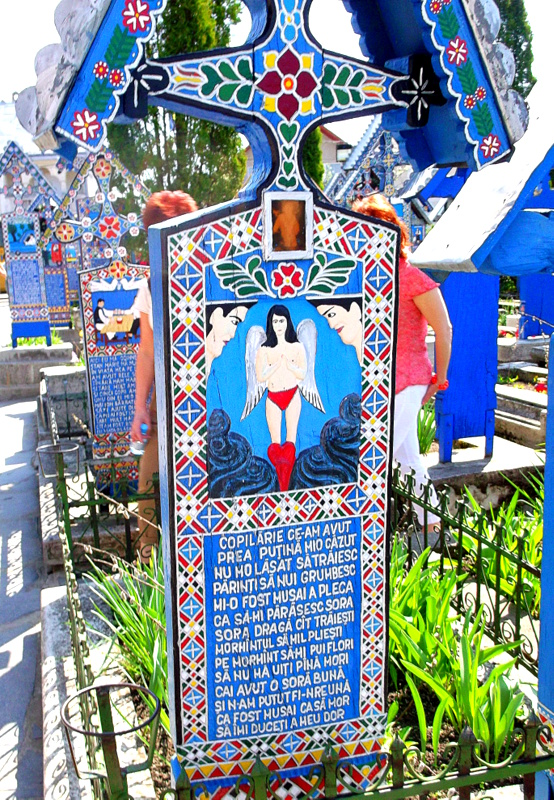
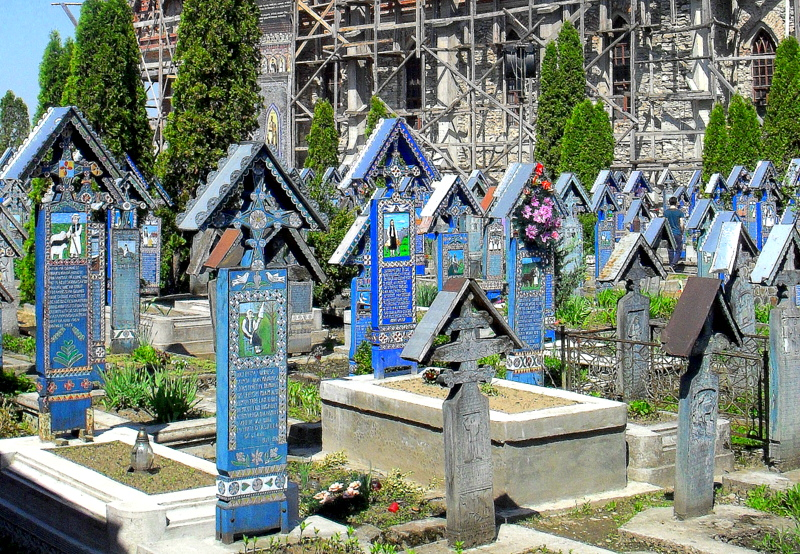
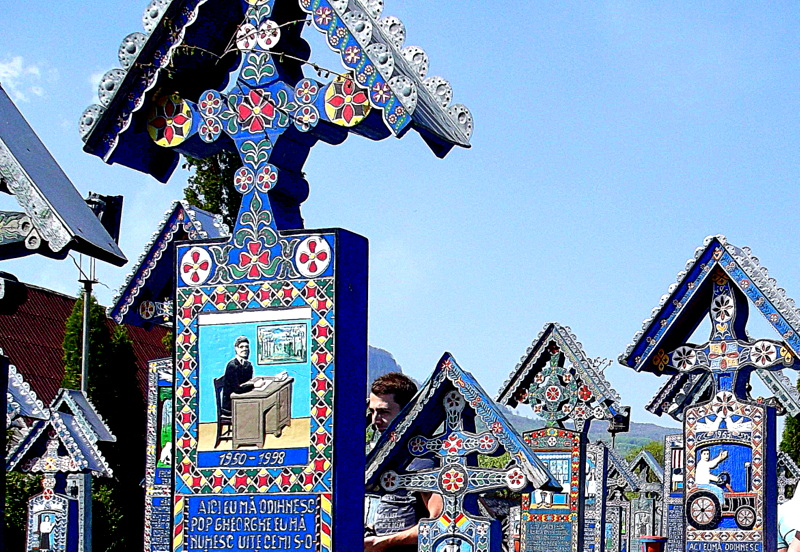
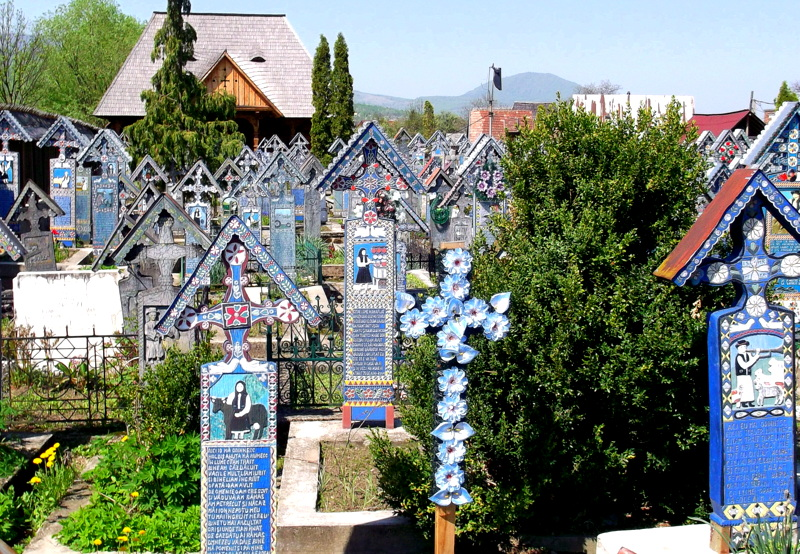
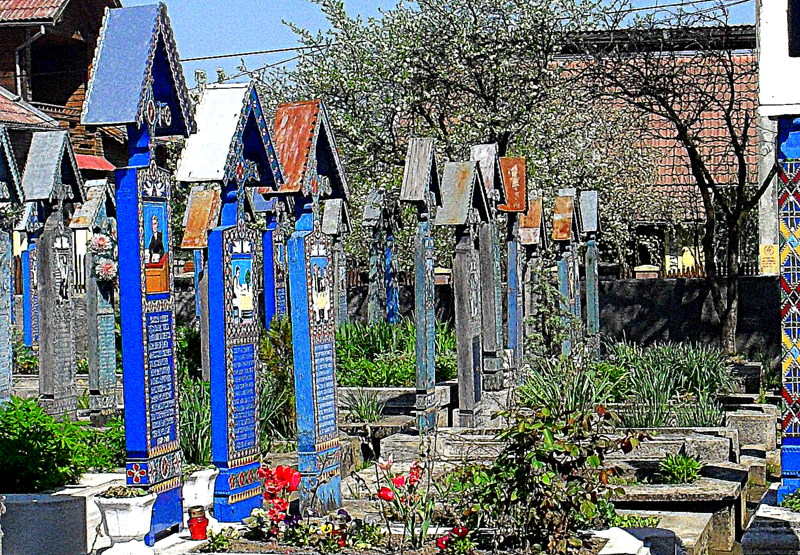
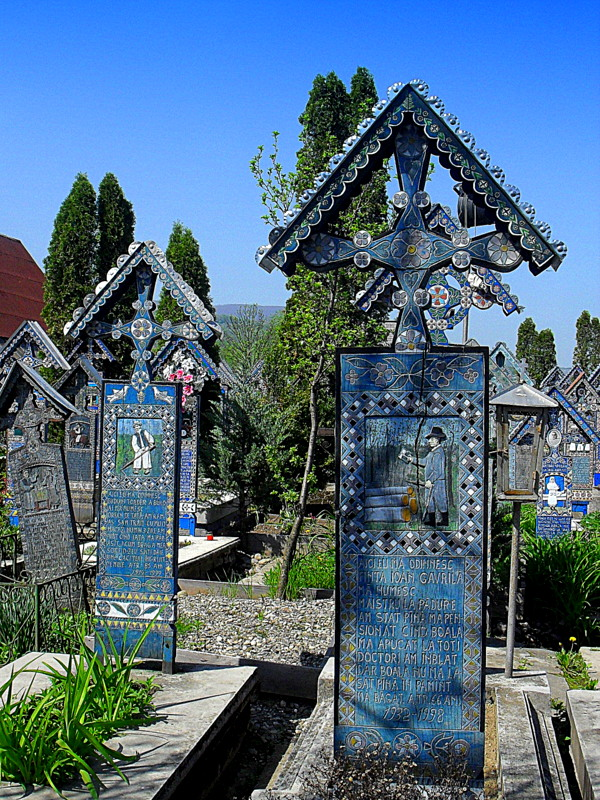
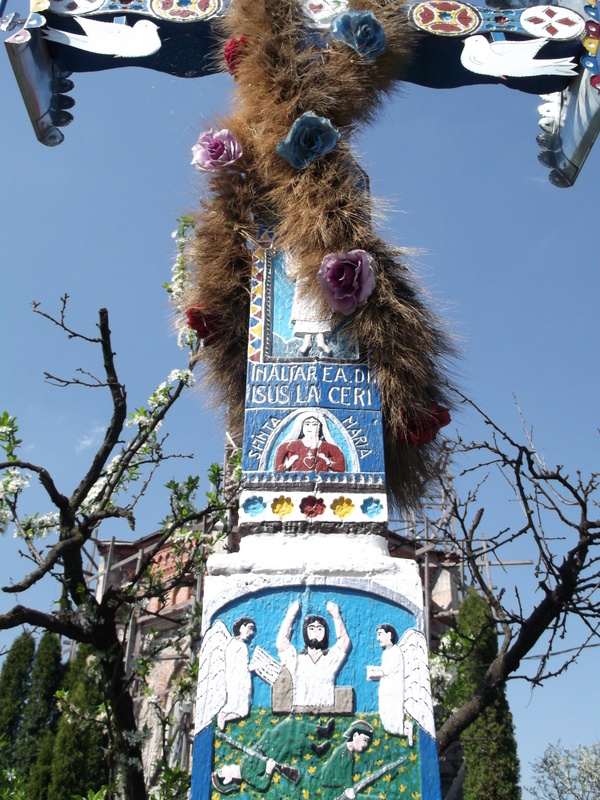
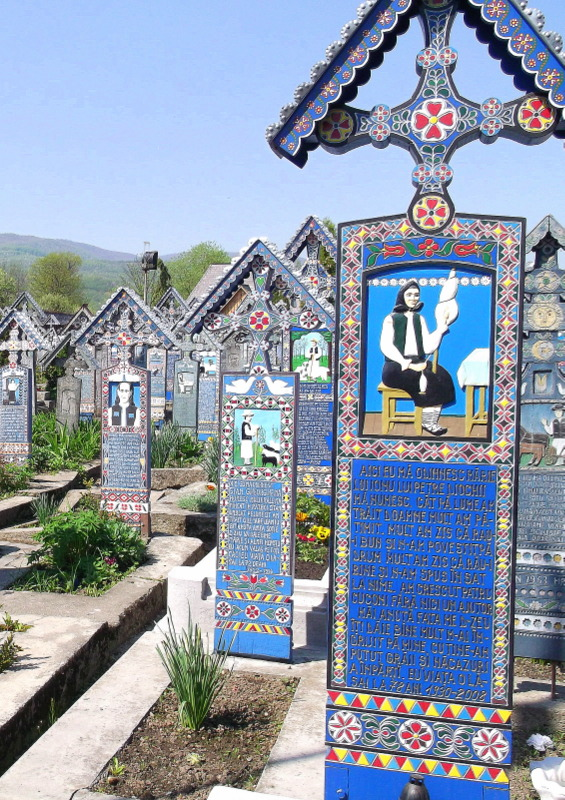